# محوطه شور تپه ۲
محوطه شور تپه ۲ مربوط به سده‌های میانه دوران‌های تاریخی پس از اسلام است و در شهرستان ملکان، بخش مرکزی، دهستان گاو دول غربی، غرب روستای تازه قلعه واقع شده و این اثر در تاریخ ۲۷ بهمن ۱۳۸۷ با شمارهٔ ثبت ۲۴۷۸۰ به‌عنوان یکی از آثار ملی ایران به ثبت رسیده است.